# 国鉄DD15形ディーゼル機関車
DD15形ディーゼル機関車（DD15がたディーゼルきかんしゃ）は、1962年（昭和37年）から日本国有鉄道（国鉄）が製造した液体式除雪用ディーゼル機関車（ラッセル式）である。

## 概要
入換用ディーゼル機関車であるDD13形の111号機以降をベースに開発された除雪用ディーゼル機関車で、1962年から1966年（昭和41年）にかけて50両（1 - 46, 301 - 304）が日本車輌製造で製造された。
大型のプラウ形ラッセル装置を機関車本体の前後に装備する構造で、1両での除雪作業を可能とした。従来の雪かき車キ100形・キ550形を機関車で推進していた作業法に比して、専用の車両や折り返し地点での方向転換作業を不要とした。ラッセル装置を外せばDD13形と同等の入換機として使用可能であり、通年使用が可能な除雪車として車両運用効率の向上に寄与した。
ラッセル装置装着時の軸重が 15.5 t に達し、一部の線区で使用できないこと、ラッセル装置の脱着にクレーンを要し冬季は一般運用との兼用が困難であることから、ラッセル装置を台車つきの前頭車としたDE15形ディーゼル機関車が開発されるとともに製作を終了した。1987年（昭和62年）の国鉄分割民営化にあたっては、19両が東日本旅客鉄道（JR東日本）に、13両が西日本旅客鉄道（JR西日本）に承継された。

## 構造
機関車本体は中央に運転台を配し、前後のボンネット内に機器を収納する「センターキャブ」と称する方式で、外観や機器構成はDD13形と概ね同一である。本形式特有の仕様として運転台のシールドビーム式補助前照灯・窓の雪切り・ランボード上のラッセル装置緊締用ブラケットなどがある。ラッセル装置搭載による重量増加を考慮し、軽量化のため台枠の厚みはDD13形の200mmから150mmに薄くしたほか、燃料タンク容量は2,000 L から 1,500 L に縮小された。
駆動機関は直列6気筒ディーゼル機関・DMF31SB形（500 ps / 1,500 rpm）を2基搭載する。これはDD13形の7次車（111 - ）に搭載された出力増強型と同一で、振興造機製のリスホルムスミス式 (Lysholm - Smith) 液体変速機 DS1.2/1.35形・ウィングバネ式のDT113形台車もDD13形7次車以降と同一のものである。
初期型（1・2号機）では、雪かき主翼・フランジャー（2本のレール内の雪を削り取る装置）・補助翼の動作を空気シリンダーで行っており、前頭屋根上に主翼開閉用の大型シリンダーを載せていたが、1972年に主翼の開閉のみ油圧作動に改造された。3号機以降は主翼等の動作は全て油圧作動となっている。42号機以降は、雪かき翼の開閉・フランジャーの上下動を地上の指示を元に自動で行うようになった。1966年にDD13形の台車改良にあわせ、本形式も台車をDT113D形からDT113F形に変更した。車両番号は300番台（301 - 304）として区別される。
ラッセル装置は進行方向の左側に除雪する複線形で、機関車本体の連結器と台枠上のブラケットを介して固定する。脱着にはクレーンによる作業を要する。16号機と17号機は1968年（昭和43年）に新津工場で単線形のラッセル装置に改造された。

## 現況

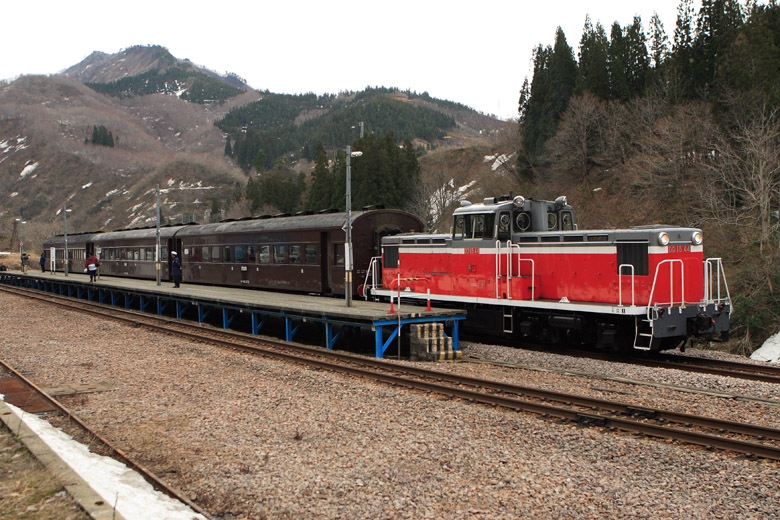
2007年4月21・22日に運転された快速「うおぬま号」 只見線大白川駅にて

本形式は軸重が重く入線区間は制限されるが、これは除雪作業中の脱線防止には有利に働く。また、除雪時の方向転換や作業点検も簡便であることから、ラッセル式除雪車両としてDE15形が主流となって以降も、除雪専用機として重用された。一般の列車牽引に用いる用途が途絶したため、除雪装置の着脱は通常行なわれなくなり前述のヘッド着脱に関する手間の問題は事実上消滅した。だが、これは冬季以外の時期は全くの遊休車両となることを意味する。除雪以外では、まれに臨時列車の牽引に用いられる事例もあった。
製造から40年以上が経っており老朽化が激しくなったため、JR東日本ではENR-1000形投排雪用保守用車の導入で2010年までに全機が廃車となり、JR西日本ではキヤ143形による置き換えが進められた。2013年4月時点では、JR西日本富山地域鉄道部に5両（11, 13, 14, 15, 31）、福井地域鉄道部に2両（10, 39）が在籍していたが、2013年7月に39が廃車、2017年3月に10, 13, 14, 15, 31の5両が廃車されている。最後まで残っていた11も同年6月30日付で廃車され、廃形式となった。

## 保存機
| 画像 | 番号    | 所在地                                                          | 備考                                                   |
| ---- | ------- | --------------------------------------------------------------- | ------------------------------------------------------ |
|      | DD15 17 | 北海道三笠市幌内町2丁目287 三笠鉄道記念館                       |                                                        |
|      | DD15 37 | 北海道小樽市手宮1丁目3-6 小樽市総合博物館（鉄道・科学・歴史館） |                                                        |
|      | DD15 4  | 宮城県宮城郡利府町 利府駅 解体済                                | 他の保存車両を移動する際に解体され、現存しない。       |
|      | DD15 30 | 岡山県津山市大谷 津山まなびの鉄道館                             | JR西日本に承継され、廃車後、2011年より保存されている。 |